# Aserradero Segundo
Aserradero Segundo är en ort i Mexiko.   Den ligger i kommunen Acatlán de Pérez Figueroa och delstaten Oaxaca, i den sydöstra delen av landet, 280 km öster om huvudstaden Mexico City. Aserradero Segundo ligger 97 meter över havet och antalet invånare är 116.
Terrängen runt Aserradero Segundo är huvudsakligen kuperad, men västerut är den platt. Runt Aserradero Segundo är det ganska tätbefolkat, med 144 invånare per kvadratkilometer. Närmaste större samhälle är Cosolapa, 17,3 km norr om Aserradero Segundo. I omgivningarna runt Aserradero Segundo växer i huvudsak städsegrön lövskog.